# Буассьё, Жан-Жак де
Жан-Жак де Буассьё (фр. Jean-Jacques de Boissieu; 30 ноября 1736, Лион — 1 марта 1810, Лион) — французский живописец, акварелист, рисовальщик и гравёр, мастер офорта, прозванный за своё мастерство в изображении бытовых сцен «французским Рембрандтом». Считается одним из основателей Лионской школы живописи.

## Биография
Жан-Жак де Буассьё родился в Лионе 30 ноября 1736 года в семье Жака де Буассьё, лионского врача, и Антуанетты Виалис. Его семья была родом из Фореза (департамент Луары); его предок Жан де Буассьё был секретарем принцессы Маргариты де Валуа.
Проживая в Париже с 1761 по 1764 год, Буассьё завершил своё художественное образование. Он часто общался с художниками Клодом Жозефом Верне, Клодом-Анри Ватле, который в 1767 году приобрёл серию офортов Рембрандта, восхищался ими и вдохновлялся при создании собственных гравюр.
Ценители искусства открывали Буассьё свои галереи и позволяли ему копировать в рисунках и гравюрах любые картины по его выбору, что он указывал в подписях к гравюрам. Буассьё получил возможность совершить традиционный для европейских эстетов и аристократов Гранд-тур по Италии. В Риме Буассьё рисовал в музеях и особенно с натуры (арка Тита, Колизей, гробница Цецилии Метеллы, водопады Тиволи, разрушенный дом Мецената). В Риме он подружился с Винкельманном.
Вернувшись в Лион, он с большим успехом продолжил свою творческую деятельность: Гёте коллекционировал его работы, брат короля Пруссии посетил его мастерскую, в 1780-х годах он был принят в Лионской академии наук, изящной литературы и искусств.
Он также изготовил несколько иллюстраций для Энциклопедии Дидро и Даламбера.
В 1771 году Буассьё стал советником короля, казначеем Франции в Министерстве финансов, а в 1773 году женился на Анне Рош де Валу, происходившей из консульской семьи из Лиона. Во время Революции его защищал художник Жак Луи Давид, и его гравюры были поставлены «под защиту закона».
В 1802 году он был назначен членом административной комиссии Консерватории искусств. Его сын Жан-Луи Мари, родившийся в 1777 году, сквайр, сеньор Крюзолс, был мэром Лентильи с 1806 по 1810 год.
Буассьё создавал офорты, карандашные рисунки и размывки акварелью и тушью. Наряду с выразительными портретами он рисовал пейзажи и сцены повседневной жизни Лиона карандашом и акварелью.
Вдохновленный голландскими художниками Рейсдалем, Берхемом, Яном Милем, братьями Яном и Андрисом Ботом, Вауверманом, он создавал подражания, которые пользовались большим успехом. По словам Жана Адемара, более других его вдохновлял Рембрандт и его ученики Ян Ливенс и Ян ван Влит. Он описывает его как «виртуоза офорта» и считает, что лучшие его работы датируются XVIII веком; его «Маленькие каменщики» 1801 года восхищали Доминика Вивана Денона, который сам был гравёром-любителем, подражавшим Рембрандту.
Издание гравюр де Буассьё (фр. Oeuvres), состоящее из 124 эстампов, отчасти по его собственным рисункам тушью и мелом, были переизданы Шайон Потреллем в Париже в 1824 году.
Его учениками были Луи Николя Филипп Огюст де Форбен и его племянник Клод Виктор де Буассьё.

## Галерея

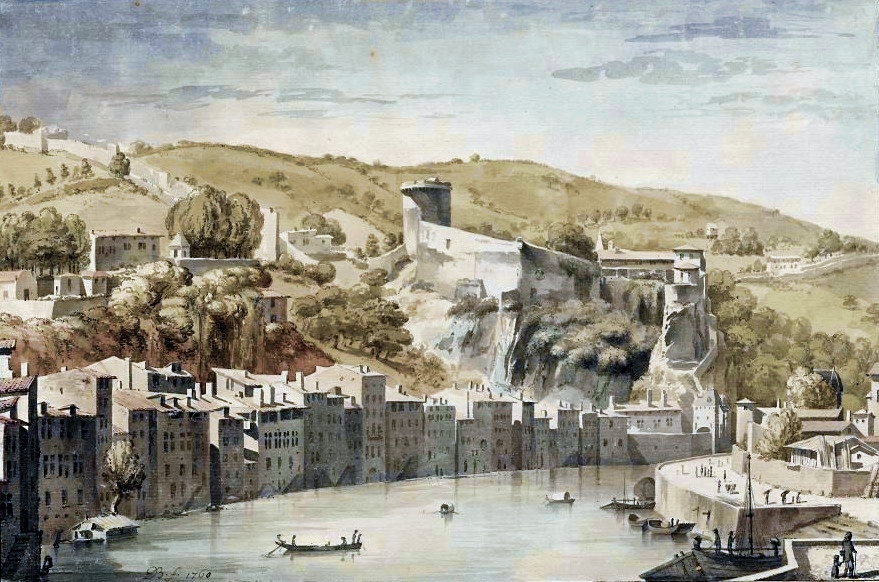
Вид Лиона. 1760. Бумага, акварель, тушь, перо, кисть. Национальный музей, Варшава
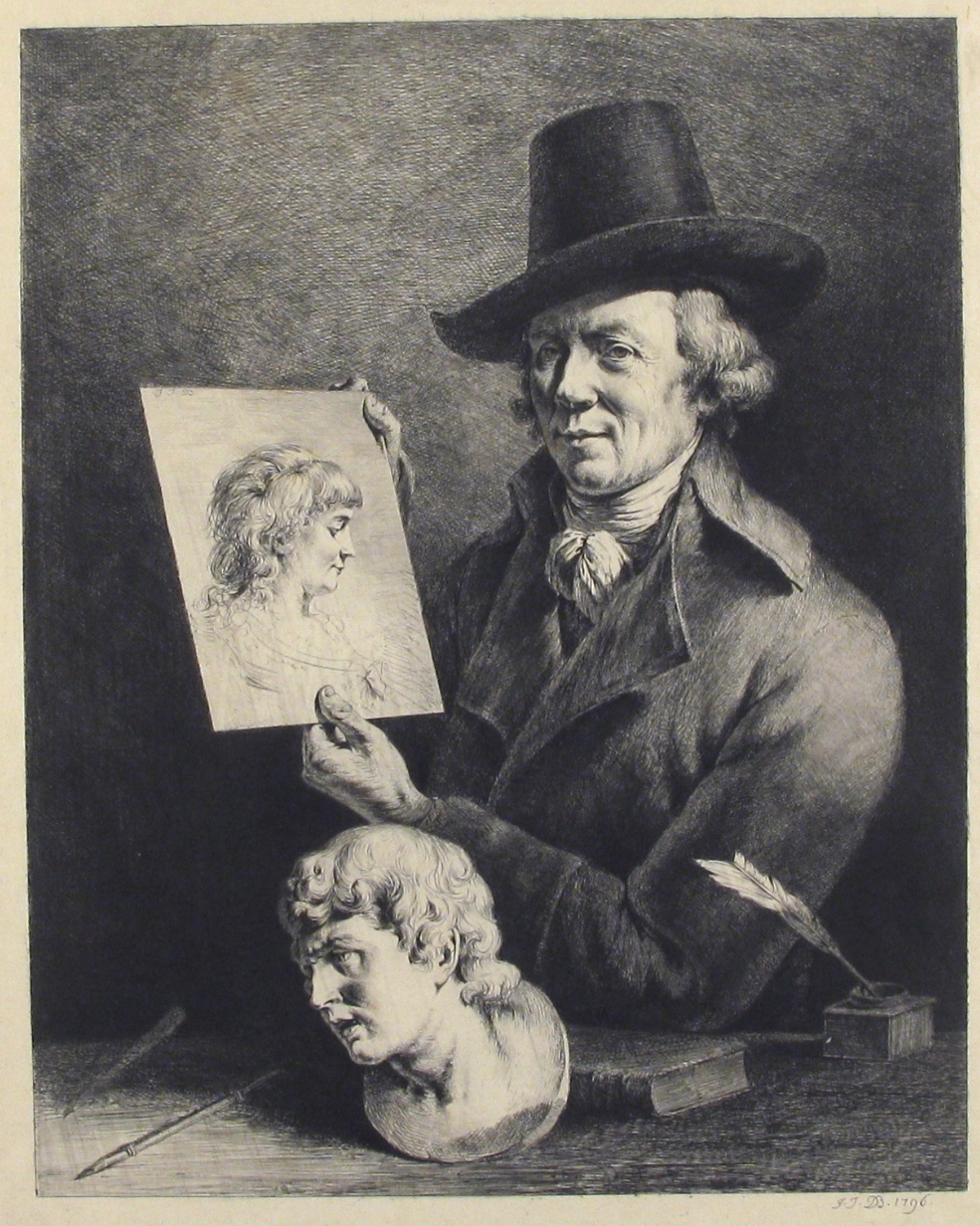
Автопортрет с портретом жены. 1796. Офорт
Художник. 1780. Офорт
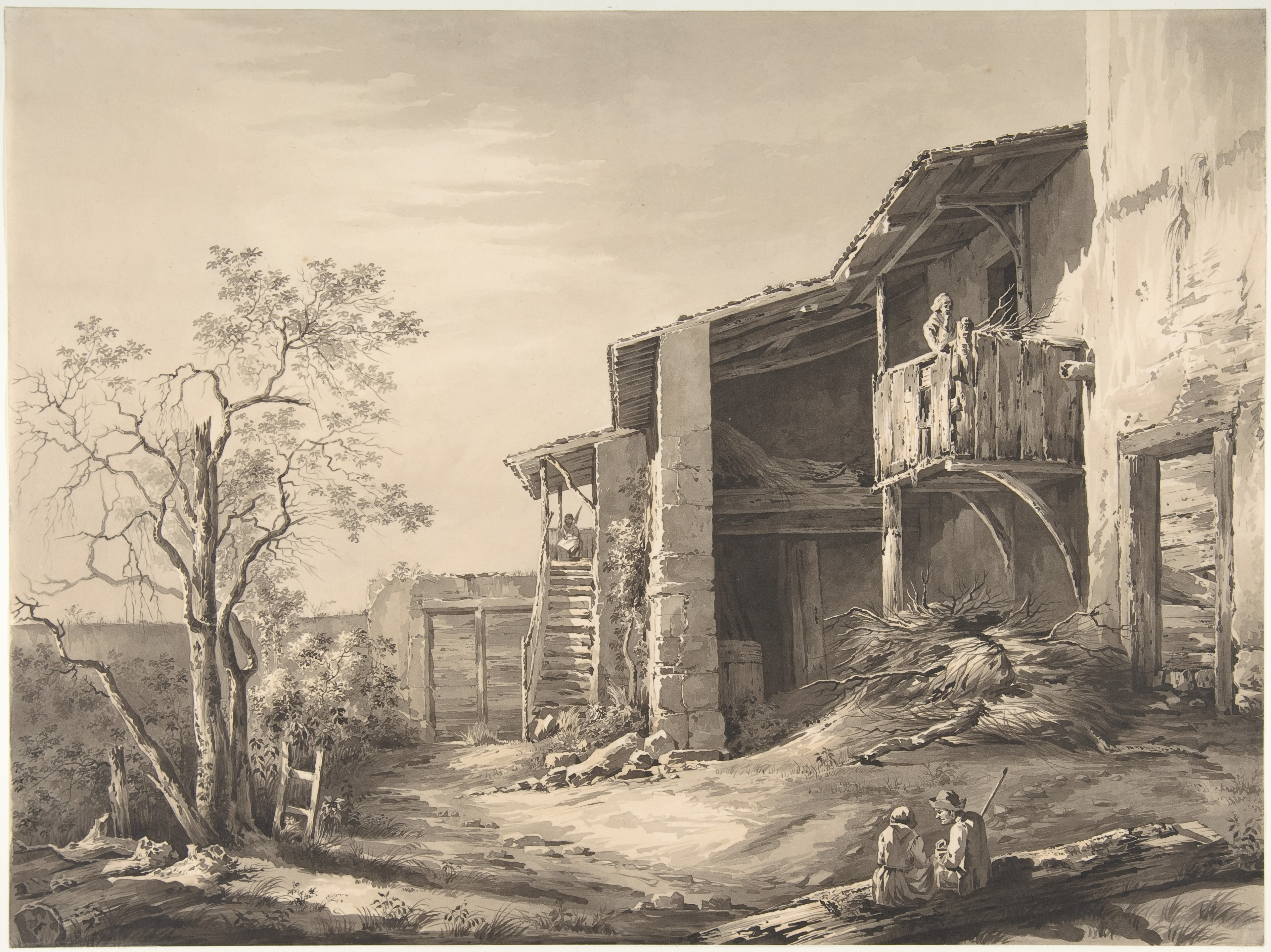
Сельский двор. Бумага, чёрная акварель. Метрополитен-музей, Нью-Йорк
Вид на мост Лучано. Офорт
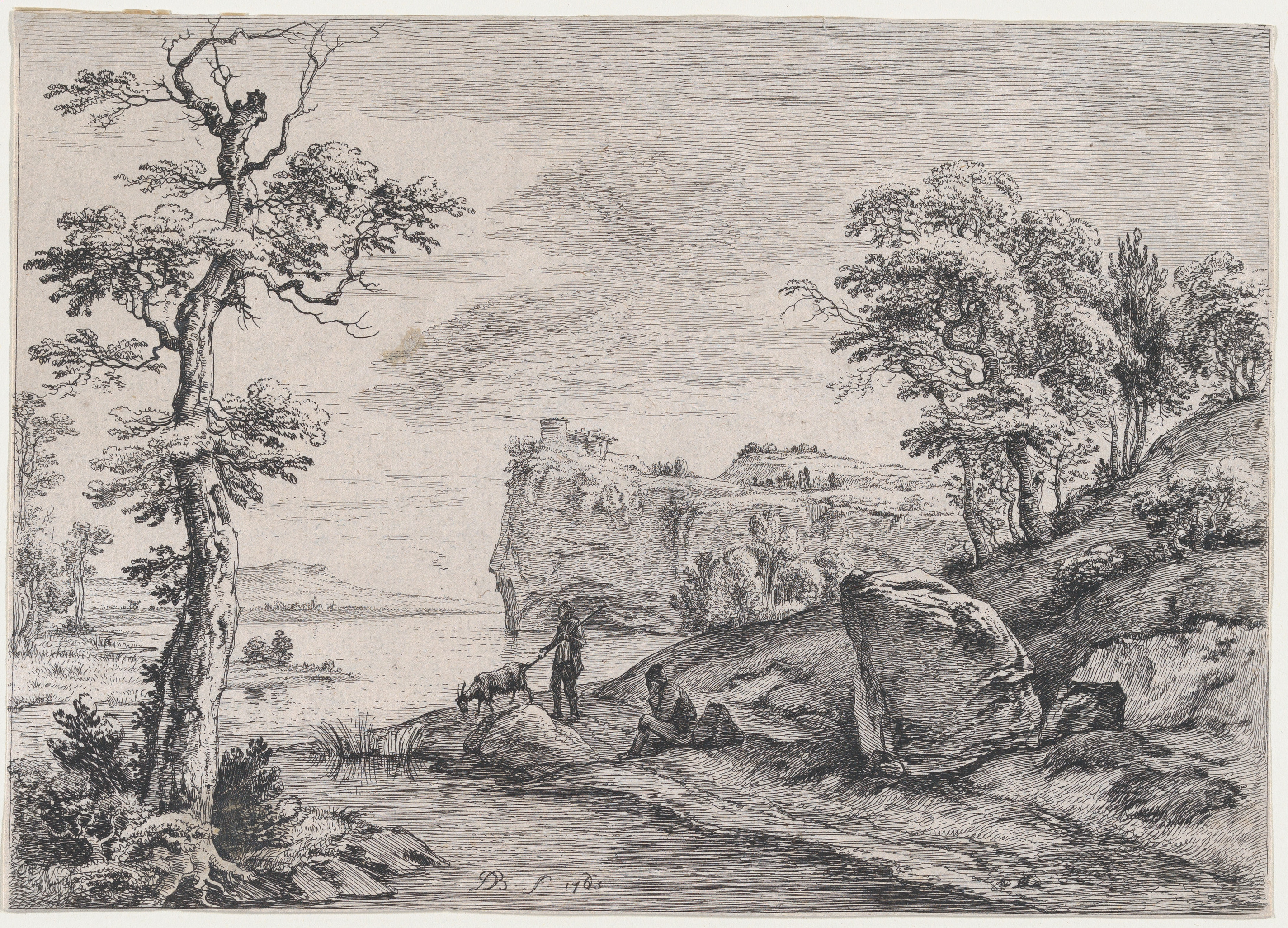
Пастух. 1763. Офорт